# Pygostrangalia klapperichi
Pygostrangalia klapperichi är en skalbaggsart som först beskrevs av Maurice Pic 1957.  Pygostrangalia klapperichi ingår i släktet Pygostrangalia och familjen långhorningar. Inga underarter finns listade i Catalogue of Life.